# Hofen-Holzmannshaus
Hofen-Holzmannshaus (toponimo tedesco) è stato un comune svizzero del Canton Turgovia, nel distretto di Münchwilen.

## Storia
Il comune di Hofen-Holzmannshaus è stato istituito nel 1812 con la fusione dei comuni soppressi di Hofen e Holzmannshaus e soppresso nel 1871, quando è stato ripartito tra i comuni di Oberhofen bei Münchwilen, a cui fu assegnato Holzmannshaus, e Sirnach, a cui fu assegnato Hofen. A sua volta Oberhofen bei Münchwilen nel 1950 è stato aggregato al comune di Münchwilen assieme all'altro comune soppresso di Sankt Margarethen.

## Società

### Evoluzione demografica
Nel 1870 Hofen-Holzmannshaus contava 205 abitanti.

## Amministrazione
Ogni famiglia originaria del luogo fa parte del cosiddetto comune patriziale e ha la responsabilità della manutenzione di ogni bene ricadente all'interno dei confini del comune.